# Blanca (Colorado)
Blanca é uma cidade  localizada no estado americano de Colorado, no Condado de Costilla. Deve o seu nome ao Pico Blanca, a montanha mais alta dos Montes Sangre de Cristo.

## Demografia
Segundo o censo americano de 2000, a sua população era de 391 habitantes. 
Em 2006, foi estimada uma população de 363, um decréscimo de 28 (-7.2%).

## Geografia
De acordo com o United States Census Bureau tem uma área de 
4,6 km², dos quais 4,6 km² cobertos por terra e 0,0 km² cobertos por água.

## Localidades na vizinhança
O diagrama seguinte representa as localidades num raio de 40 km ao redor de Blanca. 